# Нюша
Ню́ша Влади́мировна Шу́рочкина (имя при рождении — А́нна; род. 15 августа 1990, Москва), известная мононимно как Нюша, — российская певица, автор песен, композитор, актриса, актриса озвучивания, телеведущая, экоактивист. Является автором и исполнительницей собственных песен. Заслуженная артистка Туркменистана (2023). Лауреат премий «MTV Europe Music Awards», «Золотой граммофон», «Песня года», «Жара Music Awards», «Муз-ТВ», «RU.TV», «MusicBox», «GLAMOUR. Женщина года», «Woman.ru», «Fashion People Awards». Победительница телевизионного шоу «СТС зажигает суперзвезду» 2007. Лауреат международного конкурса «Новая волна» 2008. Участница шоу «Ледниковый период» 2013, наставник 4-го сезона шоу «Голос. Дети» 2017, победительница 2-го сезона реалити-шоу на ТНТ «Сокровища императора» 2025.

## Биография

### 1990—2006: детство и юность
Родилась 15 августа 1990 года в семье музыкантов. Отец, Владимир Вячеславович Шурочкин (род. 12 апреля 1966) — бывший участник музыкального коллектива «Ласковый май», будущий продюсер певицы. Мать, Ирина Владимировна Шурочкина, в юности пела в рок-группе. Когда Анне исполнилось два года, родители развелись, но отец проводил с дочкой много времени. Единокровная сестра Нюши — Мария Шурочкина — олимпийская чемпионка и восьмикратная чемпионка мира по синхронному плаванию. Также есть младший брат — Иван Шурочкин, который занимается трикингом.
Нюша впервые попала на студию в пятилетнем возрасте и записала «Песенку большой медведицы». Музыкального образования певица не получила, в детстве полтора года занималась с преподавателем по сольфеджио. Фортепиано, по собственному признанию, владеет не слишком хорошо. Также в детстве занималась тайским боксом. В 11 лет начала выступать на сцене (в составе группы «Гризли»). Коллектив гастролировал в России и Германии. Первые песни Нюши написаны на английском языке. Оксана Шурочкина, мастер спорта по спортивной гимнастике, занималась с Анной танцами и сценическим мастерством.
В 14 лет не прошла возрастной ценз на кастинге «Фабрики звёзд». В 17 лет официально изменила имя Анна на Нюша.

### 2007—2009: начало карьеры
В 2007 году победила в телевизионном конкурсе «СТС зажигает суперзвезду», исполнив песню Бьянки «Были танцы», композицию Максима Фадеева «Танцы на стёклах», кавер-версию песни группы «Ранетки» «Тебя любила я», песню «London Bridge» певицы Ферги, песню «Колыбельная» Полины Гагариной и «Hurt» Кристины Агилеры.
В 2008 году Нюша заняла седьмое место на международном конкурсе «Новая волна», а также записала финальную песню главной героини в дублированной версии фильма студии Walt Disney Pictures «Зачарованная».
В 2009 году выпустила первый сингл «Вою на Луну». 18 апреля 2009 года Нюша стала лауреатом премии «Бог Эфира 2009», певица получила награду в номинации «Радиохит — Исполнительница» за композицию «Вою на Луну». За эту же композицию Нюша стала лауреатом «Песни года — 2009». На концерте «Europa Plus LIVE 2009» Нюша представила две новые композиции — русскоязычную «Ангел» и англоязычную «Why».

### 2010—2011: альбом «Выбирать чудо»
В 2010 году вышел сингл «Не перебивай». Песня стала самым популярным русскоязычным хитом в апреле 2010 года. 18 июня 2010 года песня достигла 3 строчки в российском чарте цифровых синглов. Певица была номинирована на премию МУЗ-ТВ 2010 в номинации «Прорыв года». В 2010 году вышел сингл «Выбирать чудо».
В сентябре 2010 года певица подписала контракт с лейблом «Gala Records». В это же время третий сингл певицы «Выбирать чудо» попадает на первое место российского радиочарта и дебютирует на 7 строчке чарта цифровых синглов. Дебютный альбом «Выбирать чудо» вышел 11 ноября (в подарочном варианте) и 25 ноября (в обычном варианте). Альбом достиг шестой позиции в российском чарте альбомов, одноимённый сингл достиг первого места в чарте цифровых синглов. Борис Барабанов из газеты «Коммерсантъ» писал о пластинке, что на ней можно «обнаружить чуть ли не пелевинскую мистику в текстах и музыкальную парадоксальность, достойную лучших произведений Константина Меладзе». В Muz.ru также положительно описали пластинку, назвав её издание «рождением сверхновой российской сцены».
В 2011 году певица выпустила три новых сингла: «Больно», «Выше» (четвёртый и пятый синглы с дебютного альбома) и «Plus Près (We Can Make It Right)» (дуэт с французским диджеем и продюсером Жилем Лука). 22 марта Нюша была заявлена в числе номинантов на премию МУЗ-ТВ 2011 года, в номинациях на «Лучшую исполнительницу» и «Лучший альбом». В октябре Нюша победила в голосовании на номинацию «Лучший российский артист» европейской церемонии вручения наград «MTV Europe Music Awards 2011». Редакция российского издания журнала Billboard внесла победу исполнительницы в список «20 главных музыкальных событий за 2011 год». В декабре журнал «Афиша» включил композицию «Выбирать чудо» в свой редакционный список главных песен 2011 года, а песню «Больно» в список самых ярких и запомнившихся российских поп-хитов за последние 20 лет.

### 2012—2016: успех и дальнейшее развитие
В январе 2012 года клип «Выше» начал занимать лидирующие места во многих чартах. 28 апреля того же года в концертном зале «Crocus City Hall» в Москве состоялось первое большое шоу Нюши «Выбирай своё чудо!». В ходе концерта певица представила три новые песни: две сольные («Воспоминание» и «Объединение») и дуэт с папой («You Are My Life»). За месяц до шоу, 28 марта, Нюша была представлена в числе номинантов на премию «МУЗ-ТВ» 2012 в двух категориях («Лучшая песня» («Выше») и «Лучшая исполнительница»). Церемония награждения состоялась 1 июня в СК «Олимпийский». По результатам голосования певица победила в номинации «Лучшая песня».
Начиная с мартовского номера Нюша на целый год стала экспертом в рубрике «Гуру» (журнал «Elle Girl»). С 21 апреля певица стала постоянной ведущей программы «TopHit Чарт» на канале МУЗ-ТВ.
В начале июня в эфир вышел новый сингл Нюши «Воспоминание», получивший положительные отзывы от критиков. Премьера песни состоялась 5 июня на портале tophit.ru. На радио песня впервые прозвучала 10 июня в эфире программы «Big Love 20» («Love Radio»). Трек «Воспоминание» находился на первой строчке чарта по заявкам слушателей, составляемого порталом «TopHit», непрерывно в течение 19 недель — дольше, чем любой другой в истории проекта. С 6 сентября на музыкальных телеканалах началась ротация одноимённого клипа.
В 2012 году Нюша заняла 17 место в итоговом списке и 2 место в номинации «интерес аудитории» в ежегодно составляемом журналом «Forbes» списке 50-ти российских знаменитостей по итогам 2011 года.
1 августа 2012 года телеканал «RU.TV» представил номинантов на «Вторую Русскую Музыкальную Премию», которая состоялась 29 сентября в Crocus City Hall. Певица была номинирована в трёх категориях («Лучший танцевальный трек» («Выше»), «Лучшая песня» («Выше») и «Лучшая певица»). По результатам голосования Нюша победила в номинации «Лучшая певица».
На церемонии вручения премии «Glamour. Женщина года» 2012 Нюша удостоилась награды «Певица года», исполнив песню Кристины Агилеры «But I Am a Good Girl» из фильма «Бурлеск».
27 ноября состоялась премьера клипа «Это Новый Год». Песня стала саундтреком к мультфильму «Снежная королева», в котором Нюша озвучила Герду. В кинотеатрах мультфильм стартовал 31 декабря 2012 года.
1 декабря Нюша стала лауреатом сразу двух премий: «Золотой Граммофон» от «Русского Радио» (за песню «Воспоминание»), и диплом фестиваля «Песня года 2012» (за песню «Выше»). 3 декабря состоялся ежегодный фестиваль «20 лучших песен», в ходе которого были объявлены результаты «Годового чарта» по версии портала «Красная Звезда». Нюша с песней «Выше» заняла второе место.
28 января 2013 года началась подготовка нового шоу «Объединение», которое состоялось 2 ноября в концертном зале «Crocus City Hall». Помимо новой программы, был представлен и новый, второй по счёту, студийный альбом певицы.
8 марта 2013 на шоу Валентина Юдашкина состоялась премьера нового сингла «Наедине», съёмки клипа на который проходили с 19 по 21 марта в Киеве. Официальный выход песни был 18 марта на портале «TopHit». Цифровой релиз сингла состоялся 15 апреля, а 9 мая вышел клип на песню.
С 21 марта 2013 в кинотеатрах стартовал мультфильм «Семейка Крудс», в котором Нюша озвучила одну из главных ролей, Гип.
7 июня 2013 Нюша стала лауреатом премии «МУЗ-ТВ» в номинации «Лучшая песня» («Воспоминание»).
Осенью певица в паре с фигуристом Максимом Шабалиным принимала участие в шоу «Ледниковый период 2013» на Первом канале, но на 12-м этапе пара покинула проект.
5 октября в рамках телешоу «Хит» состоялась премьера песни «Пёрышко». 22 февраля 2014 года в российском отделении онлайн-магазина iTunes состоялась премьера песни «Только» и предзаказ альбома «Объединение». 22 апреля 2014 года состоялся релиз альбома «Объединение», а 26 апреля в клубе Arena Moscow состоялась его презентация. 19 мая 2014 вышел клип на песню «Только». 31 мая 2014 в «Крокус Сити Холле» состоялась премия телеканала RU.TV, Нюша одержала победу в номинации «Лучшая певица».
В апреле 2015 года в онлайн-магазине iTunes появился сингл «Где ты, там я», а в июне состоялась премьера клипа на эту песню.

### 2017—2019: творческий перерыв и возвращение
В феврале 2017 года Нюша стала новым наставником в 4 сезоне шоу «Голос. Дети». В марте певица выпустила песню на английском языке «Always Need You». 18 мая состоялась премьера видеоклипа на сингл «Тебя любить».
В октябре 2017 года певица представила макси-сингл «Не боюсь», состоящий из пяти версий, а в ноябре выпустила клип, режиссёром которого выступил Сергей Солодкий.
В ноябре 2017 года Нюша стала членом жюри вокального шоу «Успех» на телеканале СТС вместе с Филиппом Киркоровым и Гнойным.
26 января 2018 года состоялась премьера сингла «Ночь», а в феврале на него вышло музыкальное видео. «Ночь» стала одним из самых популярных радио-хитов 2018 года и получила премию «TopHit Awards 2019» в категории «Лучшая песня года, женский вокал».
В июне 2018 года певец Араш, Нюша и рэперы Питбуль и Бланко представили свой вариант футбольного гимна чемпионата мира по футболу, выпустив песню и видеоклип «Goalie Goalie».
10 июля 2018 года стало известно, что артистка берёт паузу в карьере впервые за 10 лет в связи с беременностью.
21 сентября 2018 года Нюша выпускает лирический сингл «Таю», а 25 сентября — видеоклип, в котором делится трогательными кадрами УЗИ.
29 апреля 2019 года певица возвращается и запускает digital-проект совместно с брендом косметики Artistry, целью которого является кардинальная смена имиджа Нюши. Поклонники певицы выбирали новый образ и трек, который будет выпущен после завершения проекта. Голосование состояло из четырёх этапов: макияж, причёска, одежда и песня.
31 мая 2019 года выходит mood-video и промо-сингл «Я ищу его» эксклюзивно для «ВКонтакте».
13 сентября 2019 года Нюша и Артем Качер выпускают совместную композицию «Между нами». 27 сентября 2019 была также представлена новая версия песни (Ice Lyrical Version). 23 октября 2019 года на оригинальную версию трека выходит клип в стилистике 2000-х, срежиссированный Юджином.

### 2020—2021: альбом «Solaris Es»
В январе 2020 года Нюша стала рекламным лицом проекта о туши косметической компании «Avon» и презентовала кавер и видео на песню Натальи Ветлицкой («Посмотри в глаза») — «Бай-бай, бывшие».
7 марта 2020 года на фестивале «Матрёшка» в Дубае, организованный Викторией Лопырёвой, Нюша спела арию из оперы Бородина «Князь Игорь».
Во Всемирный день Земли состоялась первая премия Glamour Eco Awards, организованная популярным глянцевым журналом, Нюша стала активисткой и послом экологического проекта по сбору и переработки вторсырья "Собиратор".
9 апреля 2020 года становится известно, что Нюша и её бывший возлюбленный Егор Крид неожиданно объединяются ради выпуска дуэта, который получил название «Mr. & Mrs. Smith». 29 июня 2020 на трек выходит mood-video, а 9 декабря 2020 — официальный видеоклип.
4 сентября 2020 года выходит сингл «Пьяные мысли». Из клипа, который был выпущен в тот же день, Нюша создала арт-проект.
10 сентября 2020 года певица поделилась обложкой своего третьего студийного альбома в своих социальных сетях, а 11 сентября был открыт предзаказ на стриминговых музыкальных сервисах. Работа над альбомом велась на протяжении шести лет.
16 октября 2020 года состоялась премьера долгожданного альбома «Solaris Es». Для каждого нового трека были выпущены visualizers (вижуалайзеры), объединённые в один музыкальный фильм «Solaris Es Spiritual Journey».
29 октября 2020 года песня «Дыши, люби, цени» обрела статус четвёртого сингла с пластинки. 9 декабря 2020 был представлен видеоклип с участием Анастасии Радзинской (Like Nastya).
19 февраля 2021 года на трек «Пьяные мысли» был выпущен ремикс и новый видеоклип под названием «Грязные танцы» с участием ЛСП. Нюша и Олег также запустили челлендж в TikTok в поддержку сингла.
2 июля 2021 года Нюша выпускает сингл «Небо знает», а 21 июля 2021 — музыкальное видео на эту же песню с участием танцора Антона Пануфника (победителя шоу «Танцы. Битва сезонов»), в котором заявляет о том, что ждёт второго ребёнка.
В июне 2021 в рамках ежегодного фестиваля «Жара», который проходил в Москве, состоялся трибьют Дмитрия Маликова, где Нюша исполнила кавер-версию на песню «Мама-лето».

### 2022 — настоящее время
После вторжения России на Украину в 2022 году уехала с семьей из России в ОАЭ «из-за бизнеса мужа», в мае сообщила о переезде в Израиль, где собирается «освоить новую профессию».
7 января 2023 года, из-за вторжения России на Украину, внесена в санкционный список Украины, предполагается блокировка активов на территории страны, приостановка выполнения экономических и финансовых обязательств, прекращение культурных обменов и сотрудничества, лишение украинских госнаград.
В 2022 году на премии журнала Оксаны Фёдоровой «MODA Topical» получила награду «Секси мама». А в 2023 году на премии журнала FB «Женщина года» награду «Звезда года».
17 марта 2023 года состоялась премьера ремейка на сингл «Выбирать чудо» совместно с Арашем. 13 октября 2023 года Нюша официально подписала контракт с российским музыкальным лейблом «Velvet Music», и уже 24 ноября 2023 года выходит сингл «Заново». 15 декабря 2023 года певица представила сингл «Русская девушка».
27 декабря 2023 года певице присвоено почётное звание «Заслуженная артистка Туркменистана».
На Церемонии "The EMIGALA 2024 Fashion & Beauty Awards" в Дубае певица исполнила новую песню «Supermodels» и получила награду в номинации «Artist In Fashion Awards» (Модный артист года).
Нюша с Сашей Стоуном стали ведущими премии Жара Music Awards 2024.
2 августа 2024 совместно с Рахимом представили трек «Bella Hadid», ремикс песни «Выбирать чудо».
15 августа 2024 года Нюша выпустила трек "Wrong Radio" и клип на него. А уже 20 сентября 2024 года вышли сингл и клип "Сильные девочки".
В ноябре 2024 года певица вошла в состав жюри Зелёной премии Российского Экологического Оператора (РЭО), где вместе с другими членами жюри оценивала экологические проекты. В декабре Нюша получила награду, как «Амбассадор Зелёной Премии».
14 февраля Нюша и Andro выпустили песню «Хрусталь».
1 марта на вручении премии «Виктория» Нюша выступила с премьерой песни «Непогода», ремейком из фильма 1983 года «Мэри Поппинс, до свидания», на стихи Михаила Гуцериева, музыку Максима Дунаевского и ChinKong (Владимир Чиняев).
21 марта Нюша совместно с Леонидом Руденко и Диларой выпустили ремикс песни «Цунами».
В апреле 2025 года вместе со своей сестрой стала одним из участников реалити-шоу «Сокровища императора» на телеканале «ТНТ», где в итоге стали победительницами проекта. 

## Личная жизнь
В январе 2017 года Нюша объявила о помолвке с Игорем Сивовым. В июле того же года появились слухи о том, что певица ждёт первого ребёнка. 6 ноября 2018 года певица родила дочь, которую назвали Серафима-Симба Сивова. Роды прошли в престижной клинике в Майами. 21 июля 2021 года артистка объявила о второй беременности. 14 декабря 2021 года Нюша стала матерью во второй раз — певица родила сына. Роды прошли в клинике в Дубае. В июле 2022 года артистка рассекретила имя сына — Саффрон. 24 мая 2024 года подала в суд исковое заявление о расторжении брака с Игорем Сивовым.

## Дискография

### Студийные альбомы
| Название      | Информация                                                                                                |
| ------------- | --- |
| Выбирать чудо | - Дата выхода: 11 ноября 2010 - Лейбл: Gala Records - Формат: CD, цифровая дистрибуция                    |
| Объединение   | - Дата выхода: 22 апреля 2014 - Лейбл: Первое музыкальное издательство - Формат: CD, цифровая дистрибуция |
| Solaris Es    | - Дата выхода: 16 октября 2020 - Лейбл: Nyusha - Формат: CD, цифровая дистрибуция                         |

## Фильмография
| Год  |   | Русское название | Оригинальное название | Роль              |
| ---- | - | ---------------- | --------------------- | ----------------- |
| 2011 | с | Универ           | Универ                | В роли самой себя |
| 2013 | с | Люди Хэ          | Люди Хэ               | В роли самой себя |
| 2014 | ф | Друзья друзей    | Друзья друзей         | Маша              |

## Театр
| Год  | Название  | Роль          | Место                                     |
| 2014 | Питер Пэн | Фея Динь-Динь | Олимпийский (спортивный комплекс, Москва) |

## Озвучивание мультфильмов
| Год  |    | Русское название                  | Оригинальное название             | Роль      |
| ---- | -- | --------------------------------- | --------------------------------- | --------- |
| 2011 | мф | Ранго                             | Rango                             | Присцилла |
| 2011 | мф | Смурфики                          | The Smurfs                        | Смурфетта |
| 2012 | мф | Снежная королева                  | Снежная королева                  | Герда     |
| 2013 | мф | Семейка Крудс                     | The Croods                        | Гип       |
| 2013 | мф | Смурфики 2                        | The Smurfs 2                      | Смурфетта |
| 2014 | мф | Снежная королева 2: Перезаморозка | Снежная королева 2: Перезаморозка | Герда     |
| 2020 | мф | Семейка Крудс 2: Новоселье        | The Croods 2: A New Age           | Гип       |

## Карьера ведущей
| Год       | Тип       | Название                                     |
| 2011      | Программа | «Russian Musicbox Top10» (новогодний выпуск) |
| 2012      | Программа | TopHit чарт                                  |
| 2013—2014 | Программа | Русский чарт на МУЗ-ТВ                       |
| 2014      | Хит-парад | Программа «Тема» на RU.TV                    |
| 2014      | Хит-парад | Программа «Любовь» на RU.TV                  |

## Награды и номинации

### Основные музыкальные премии России

#### Премия Муз-ТВ[118]
| Год  | Номинированная работа | Категория              | Результат |
| ---- | --------------------- | ---------------------- | --------- |
| 2010 | Нюша                  | Прорыв года            | Номинация |
| 2011 | Нюша                  | Лучшая исполнительница | Номинация |
| 2011 | Выбирать чудо         | Лучший альбом          | Номинация |
| 2012 | Нюша                  | Лучшая исполнительница | Номинация |
| 2012 | «Выше»                | Лучшая песня           | Победа    |
| 2013 | Нюша                  | Лучшая исполнительница | Номинация |
| 2013 | «Воспоминание»        | Лучшая песня           | Победа    |
| 2013 | Выбирать своё чудо!   | Лучшее концертное шоу  | Номинация |
| 2014 | Нюша                  | Лучшая исполнительница | Победа    |
| 2014 | «Наедине»             | Лучшее видео           | Номинация |
| 2014 | Объединение           | Лучшее концертное шоу  | Номинация |
| 2015 | «Цунами»              | Лучшее видео           | Номинация |
| 2015 | «Цунами»              | Лучшая песня           | Победа    |
| 2015 | Объединение           | Лучший альбом          | Номинация |
| 2015 | Нюша                  | Лучшая исполнительница | Номинация |
| 2016 | «Где ты, там я»       | Лучшее видео           | Номинация |
| 2016 | Нюша                  | Лучшая исполнительница | Номинация |
| 2017 | «Целуй»               | Лучшее женское видео   | Победа    |
| 2017 | Нюша                  | Лучшая исполнительница | Номинация |
| 2018 | Нюша                  | Лучшая исполнительница | Номинация |

#### RU.TV
| Год  | Номинированная работа                              | Категория                 | Результат |
| ---- | -------------------------------------------------- | ------------------------- | --------- |
| 2011 | Нюша                                               | Лучшая певица             | Номинация |
| 2011 | «Выбирать чудо»                                    | Лучшая песня              | Номинация |
| 2012 | Нюша                                               | Лучшая певица             | Победа    |
| 2012 | «Выше»                                             | Лучшая песня              | Номинация |
| 2013 | Нюша                                               | Лучшая певица             | Номинация |
| 2013 | «Воспоминание»                                     | Лучшая песня              | Номинация |
| 2013 | «Это Новый год» (к мультфильму «Снежная королева») | Лучший саундтрек          | Номинация |
| 2013 | Выбирать своё чудо!                                | Лучшее концертное шоу     | Номинация |
| 2014 | Нюша                                               | Лучшая певица             | Победа    |
| 2014 | «Наедине»                                          | Лучшее танцевальное видео | Номинация |
| 2015 | Нюша                                               | Лучшая певица             | Номинация |
| 2015 | Нюша                                               | Фан или Профан            | Победа    |
| 2015 | Цунами                                             | Лучший танцевальный клип  | Номинация |
| 2015 | Цунами                                             | Dolce Vita                | Номинация |
| 2016 | «Где ты, там я»                                    | Лучший танцевальный клип  | Победа    |
| 2016 | Нюша                                               | Фан или Профан            | Победа    |
| 2017 | Нюша                                               | Фан или Профан            | Победа    |
| 2017 | Нюша                                               | «Лучшая певица»           | Номинация |
| 2017 | «Целуй»                                            | «Лучший видеоклип»        | Номинация |
| 2017 | «Шоу 9 жизней»                                     | «Лучшее концертное шоу»   | Номинация |
| 2018 | Нюша                                               | Фан или Профан            | Номинация |
| 2019 | Нюша                                               | Фан или Профан            | Номинация |

2007 год
- Победа в телевизионном шоу «СТС зажигает суперзвезду»[119].

2008 год
- Лауреат международного конкурса «Новая волна»[120].

2009 год
- Лауреат фестиваля «Песня года» (сингл «Вою на Луну»)[121].

2010 год
- Номинация на премию «МУЗ-ТВ» (в номинации «Прорыв года»)[122].
- Лауреат премии «Бог Эфира» (в номинации «Радиохит — Исполнительница», сингл «Вою на Луну»).
- Лауреат фестиваля «20 лучших песен» (сингл «Выбирать чудо»).
- Лауреат фестиваля «Песня года» (сингл «Выбирать чудо»).
- Номинация на премию «Love Radio Awards» (в номинациях: «Альбом года» («Выбирать чудо») и «Певица года»).
- Номинация на премию «BRAVO Otto» (в номинации «Лучшая певица»).
- Номинация на премию «Русский ТОП 2010» (в номинациях: «Лучший альбом 2010 года» («Выбирать чудо») и «Лучшая певица 2010 года»).
- Лауреат премии «ZD-AWARDS» (в номинации «Прорыв года»).
- 19-е место в опросе «100 самых сексуальных женщин страны» — 2010 по версии журнала «Maxim».[123]

2011 год
- Номинация на премию «МУЗ-ТВ» (в номинациях: «Лучший альбом» («Выбирать чудо») и «Лучшая исполнительница»)[124].
- Лауреат премии «Звезда» (самая популярная певица по мнению пользователей сайта «Одноклассники»).
- Номинация на премию «RU.TV» (в номинациях: «Лучшая песня» («Выбирать чудо») и «Лучшая певица»).
- Лауреат премии «MTV Europe Music Awards» (в номинации «Best Russian Act / Лучший российский артист»).
- Номинация на премию «MTV Europe Music Awards» (в номинации «Best European Act / Лучший европейский артист»).
- Номинация на премию «OE Video Music Awards» (в номинации «Самый Стильный Исполнитель Года 2011»).
- Лауреат премии «OE Video Music Awards» (в номинации «Best Female Performance»).
- Лауреат премии РАО «Золотая фонограмма» (исполнитель, чьи песни были одними из самых популярных в этом году).
- Номинация на премию «GLAMOUR. Женщина года» (в номинации «Певица года»).
- Лауреат премии «Золотой Граммофон» (сингл «Выбирать чудо»)[125].
- Лауреат премии «Золотой Граммофон» (г. Санкт-Петербург) (сингл «Выбирать чудо»).
- Лауреат фестиваля «Песня года» (сингл «Больно»)[126].
- Лауреат фестиваля «20 лучших песен» (сингл «Больно»).
- Номинация на премию «Love Radio Awards» (в номинации «Певица года»).
- Номинация на премию «Русский ТОП 2011» (в номинации «Лучшая певица 2011 года»).
- Номинация на премию «ZD-AWARDS» (в номинациях: «Dance» и «Певица»).
- Лауреат премии «ZD-AWARDS» (в номинации «Персона года»).
- Лауреат премии «BRAVO Otto» (в номинации «Лучшая певица»)[118].
- 6-е место в опросе «100 самых сексуальных женщин страны» — 2011 по версии журнала «Maxim».[123]

2012 год
- Номинация на премию «МУЗ-ТВ» (в номинации «Лучшая исполнительница»)[127].
- Лауреат премии «МУЗ-ТВ» (в номинации «Лучшая песня» («Выше»))[127].
- Лауреат премии «Fashion People Awards» (в номинации «Fashion-певица»).
- Номинация на премию «RU.TV» (в номинациях: «Лучший танцевальный трек» («Выше») и «Лучшая песня» («Выше»)).
- Лауреат премии «RU.TV» (в номинации «Лучшая певица»).
- Лауреат премии «GLAMOUR. Женщина года» (в номинации «Певица года»)[128].
- Лауреат премии «Золотой Граммофон» (сингл «Воспоминание»)[129].
- Лауреат премии «Золотой Граммофон» (г. Санкт-Петербург) (сингл «Воспоминание»).
- Лауреат фестиваля «Песня года» (сингл «Выше»)[130].
- Лауреат фестиваля «20 лучших песен» (сингл «Выше»).
- Номинация на премию «Love Radio Awards» (в номинации «Певица года»).
- Номинация на премию «OE Video Music Awards» (в номинациях «Best Sex Video 2012» («Воспоминание») и «Best Female Performance»).
- Лауреат премии «Русский ТОП 2012» (в номинации «Лучшая исполнительница 2012 года»).
- 48-е место в опросе «100 самых сексуальных женщин страны» — 2012 по версии журнала «Maxim».[123]

2013 год
- Номинация на премию «Nickelodeon Kids' Choice Awards» (в номинации «Лучший российский исполнитель»)[131].
- Номинация на премию «RU.TV» (в номинациях: «Лучшая песня» («Воспоминание»), «Лучший саундтрек» («Это Новый Год» (OST «Снежная королева»)), «Лучшее концертное шоу» («Выбирай своё чудо!» («Crocus City Hall»)) и «Лучшая певица»).
- Номинация на премию «МУЗ-ТВ» (в номинациях: «Лучшее концертное шоу» («Выбирай своё чудо!» («Crocus City Hall»)) и «Лучшая исполнительница»)[41].
- Лауреат премии «МУЗ-ТВ» (в номинации «Лучшая песня» («Воспоминание»))[41].
- Любимый артист портала Woman.ru на премии Муз-ТВ-2013[132].
- Номинация на премию MTV EMA в категории «Лучший российский исполнитель»[133].
- Лауреат Реальной премии MUSICBOX 2013 в номинации «Лучшая певица»[134].
- Лауреат премии «Золотой Граммофон» (сингл «Наедине»).
- Лауреат премии «Золотой Граммофон» (г. Санкт-Петербург) (сингл «Наедине»).
- Лауреат фестиваля «20 лучших песен» (сингл «Наедине»).
- Лауреат премии «Песня года» (сингл «Наедине» )[135].
- Лауреат премии «Love Radio Awards-2013» (в номинации «Лучшая отечественная исполнительница»).[136]
- Номинация на премию «Русский ТОП 2013» (в номинации "Лучшая сольная исполнительница-2013)[137].
- Номинация на премию «ZD-AWARDS» в категории «Sexy Ж».[138].
- Лауреат премии «TopHit Music Awards» в категории «Лучшая исполнительница на радио».
- 56-е место в опросе «100 самых сексуальных женщин страны» — 2013 по версии журнала «Maxim».[123]

2014 год
- Номинация на премию World Music Awards в категориях «Worlds best female artist»[139], «Worlds best entertainer of the year»[140] и «Worlds best live act»[141].
- Номинация «Любимый российский исполнитель» премии Nickelodeon Kids' Choice Awards 2014[142].
- Лауреат премии «TopHit Music Awards»[143] в категориях «Лучшая локальная исполнительница на радио», «Самый заказываемые на радио локальные исполнители», «Локальный радиохит года» (женский вокал) - «Наедине», «Продюсеры года» - Владимир и Оксана Шурочкины.
- Номинация на премию «МУЗ-ТВ» (в номинациях «Лучшее видео» («Наедине») и «Лучшее концертное шоу» («Объединение»)).
- Лауреат премии «МУЗ-ТВ» в номинации «Лучшая исполнительница»[144].
- Номинация на премию «RU.TV» (в номинациях: «Лучший танцевальный клип» («Наедине»), «Фан или Профан»).
- Лауреат премии «RU.TV» в номинации «Лучшая певица»[145].
- Лауреат премии «Fashion people awards-2014» в номинации «Лучшее концертное шоу» (Объединение)[146].
- Лауреат премии «OOPS!Choice Awards» в категории «Лучшая исполнительница».
- Лауреат премии MTV Europe Music Awards («Лучший российский артист»)[147].
- Номинация на премию Реальная премия MUSICBOX 2014 (в номинациях «Лучшая певица», «Лучшая песня» — «Только»).
- Лауреат Реальной премии MUSICBOX 2014 («Лучший альбом» — «Объединение»)[148].
- Лауреат премии «Золотой Граммофон» (сингл «Только»).
- Лауреат премии «Песня года» (сингл «Только»)[149].
- Номинация на премию «ZD-AWARDS» в категории «Певица года».
- Номинация на премию «Русский ТОП 2014» (в номинациях: «Лучший альбом 2014 года» («Объединение») и «Лучшая исполнительница 2014 года»).[150]
- Лауреат премии «Love Radio Awards-2014» в номинации «Видео года» - «Цунами».[151]
- 28-е место в опросе «100 самых сексуальных женщин страны» — 2014 по версии журнала «Maxim».[152]

2015 год
- Лауреат премии «TopHit Music Awards» в категориях «Лучшая локальная исполнительница на радио», «Продюсеры года» - Владимир и Оксана Шурочкины.
- Номинация на премию «RU.TV» (в номинациях: «Лучшая певица», «Лучший танцевальный клип» («Цунами»), «Dolce Vita» («Цунами»)).
- Лауреат премии «RU.TV» в номинации «Фан или Профан».
- Номинация на премию «МУЗ-ТВ» (в номинациях «Лучшее видео» («Цунами»), «Лучший альбом» («Объединение») и «Лучшая исполнительница»).
- Лауреат премии «МУЗ-ТВ» в номинации «Лучшая песня» («Цунами»).
- Лауреат премии «ZD-AWARDS» в категории «Альбом года» - «Объединение».
- Номинация на премию Реальная премия MUSICBOX 2015 (в номинации «Лучшая певица»).
- Лауреат Реальной премии MUSICBOX 2015 («Видеоклип года» — «Где ты, там я»).
- Лауреат юбилейной премии «Золотой Граммофон» (сингл «Выбирать чудо»)[153].
- Номинация на премию Российская национальная музыкальная премия «Виктория» (в номинации «Лучшая исполнительница популярной музыки»).
- Лауреат премии «Love Radio Awards-2015» в номинациях «Лучшая отечественная певица», «Самая горячая девушка».
- Лауреат премии «OOPS!Choice Awards» в номинациях «Исполнительница года» и «С первого взгляда» (музыкальный клип) – «Цунами».[154]
- Номинация на премию «Русский ТОП 2015» (в номинации «Лучшая исполнительница 2015 года»).[155]
- Лауреат премии «Insta Awards» 2015 в номинации «Beauty insta года».[156]
- 30-е место в опросе «100 самых сексуальных женщин страны» — 2015 по версии журнала «Maxim».[152]

2016 год
- Лауреат премии «TopHit Music Awards» в категориях «Самый заказываемый локальный исполнитель на радио», «Локальный радиохит года» (женский вокал) - «Цунами», «Авторы года» (автор песни «Цунами»), «Продюсеры года» - Владимир и Оксана Шурочкины.
- Победа в номинации «Casual» премии «Hello»[157].
- Номинация на премию «МУЗ-ТВ» (в номинациях «Лучшее видео» («Где ты, там я»), «Лучшая песня («Где ты, там я») и «Лучшая исполнительница»).
- Любимый артист портала Woman.ru на премии Муз-ТВ-2016.
- Номинация на премию «RU.TV» (в номинации «Лучшая певица»).
- Лауреат премии «RU.TV» в номинациях «Лучший танцевальный клип» («Где ты, там я») и «Фан или Профан».
- Номинация на премию Реальная премия MUSICBOX 2016 (в номинации «Лучшая певица»).
- Лауреат Реальной премии MUSICBOX 2016 (специальная номинация «ВКонтакте»)[158].
- Лауреат премии «Золотой Граммофон» (сингл «Целуй»).
- Номинация на премию Российская национальная музыкальная премия «Виктория» (в номинации «Лучшая поп-исполнительница»).
- Лауреат премии «AdIndex Awards» в категории «Лучший брендированный музыкальный проект» - «Попробуй. Почувствуй» с группой MBAND.[159]
- Номинация на премию «OOPS!Choice Awards» в категории «Музыкальные классики».[160]
- Номинация на премию «Big Apple Music Awards» в категории «Best Russian Female Artist».[161]
- Лауреат премии «Love Radio Awards-2016» в номинациях «Лучшая российская певица», «Концерт года» (Девять жизней), «Самая горячая девушка».[162]
- Номинация на премию «Русский ТОП 2016» (в номинациях: «Лучшая песня 2016 года» («Целуй») и «Лучшая сольная исполнительница 2016 года»).[163]
- Лауреат премии «Высшая лига» Нового радио (сингл «Целуй»).[164]
- 28-е место в опросе «100 самых сексуальных женщин страны» — 2016 по версии журнала «Maxim».[152]

#### 2017 год
- Победа в номинации «Self-made woman» премии «Hello».[165]
- Номинация на премию «МУЗ-ТВ» (в категории «Лучшая исполнительница»).
- Лауреат премии «МУЗ-ТВ» в номинации «Лучшее женское видео» («Целуй»).
- Любимый артист портала Woman.ru на премии Муз-ТВ-2017.
- Лауреат премии «RU.TV» в номинации «Фан или Профан».
- Номинации на премию «RU.TV» (в категориях «Лучший видеоклип» («Целуй») и «Лучшее концертное шоу» («Шоу 9 жизней»)).
- Лауреат Реальной премии MUSICBOX 2017 в специальной номинации «ВКонтакте».
- Лауреат премии «Love Radio Awards-2017» в номинациях «Лучшая певица» и «Самая горячая девушка».[166]
- Номинация на премию «Дай пять!» в категории «Любимая певица».[167]
- 41-е место в опросе «100 самых сексуальных женщин страны» — 2017 по версии журнала «Maxim».[152]

#### 2018 год
- Номинация на премию «RU.TV» (в категории «Фан или Профан»).
- Номинация на премию «МУЗ-ТВ» (в категории «Лучшая исполнительница»).
- Любимый артист портала Woman.ru на премии Муз-ТВ-2018.
- Номинация на премию «Русский ТОП 2018» (в номинации «Лучшая песня 2018 года» («Ночь») и «Лучшая сольная исполнительница 2018 года»).[168]
- Номинация на премию «Честная премия PEOPLETALK 2018» (в категории «Мама года»).[169]
- 46-е место в опросе «100 самых сексуальных женщин страны» — 2018 по версии журнала «Maxim».[152]

#### 2019 год
- Лауреат премии «TopHit Awards 2019» в категориях «Локальный радиохит года» (женский вокал) - «Ночь»[170], «Авторы хитов года» (автор песни «Ночь»).
- Номинация на премию «RU.TV» (в категории «Фан или Профан»).
- Лауреат премии «Честная премия PEOPLETALK 2019» (в категории «Родитель года»).[171]
- 50-е место в опросе «100 самых сексуальных женщин страны» — 2019 по версии журнала «Maxim».[152]

#### 2020 год
- Номинация на премию «ЖАРА Music Awards 2020» (в категории «Коллаборация года») за сингл «Между нами» с Артёмом Качером.
- Номинация на портале «Musecube» в категории «Альбом года» («Solaris Es»).[172]

#### 2021 год
- Лауреат премии «ЖАРА Music Awards 2021» (в категории «Коллаборация года») за сингл «Mr. & Mrs. Smith» с Егором Кридом[173].
- Номинация на премию «ЖАРА Music Awards 2021» (в категории «Видео года») за клип «Mr. & Mrs. Smith» с Егором Кридом.

#### 2022 год
- Лауреат премии «Мама года» журнала MODA Topical в номинации «Секси мама».[174]
- Номинация на премию «ЖАРА Music Awards 2022» (в категории «Лучший женский видеоклип») за клип «Небо знает».
- Номинация на премию «RU.TV» (в номинациях: «Звезда танцпола», «Лучший видеоклип» («Небо знает»).[175]

#### 2023 год
- Заслуженная артистка Туркменистана (27 декабря 2023 года) — за особые заслуги в укреплении дружбы и братства, добрососедства и сотрудничества между народами Туркменистана и Российской Федерации, многолетних отношений между двумя странами в культурно-гуманитарной сфере, а также, учитывая вдохновенный талант и достигнутые замечательные успехи в развитии музыкально-песенного искусства[87].
- Лауреат премии «Love Radio Awards-2023» в номинации «Камбэк года».[176]
- Лауреат премии журнала FB «Женщина года» в номинации «Звезда года».[177]

#### 2024 год
- Лауреат премии «The EMIGALA 2024 Fashion & Beauty Awards» в номинации «Artist In Fashion Awards» (Модный артист года).[178]
- Лауреат премии «Новая песня года» (сингл «Сильные девочки»).[179]
- Награда в номинации «Амбассадор Зелёной Премии».[180]

#### 2025 год
- Номинация на премию «LIKE Influencer Awards» в категории «Исполнительница года».[181]